# Jason Gray-Stanford

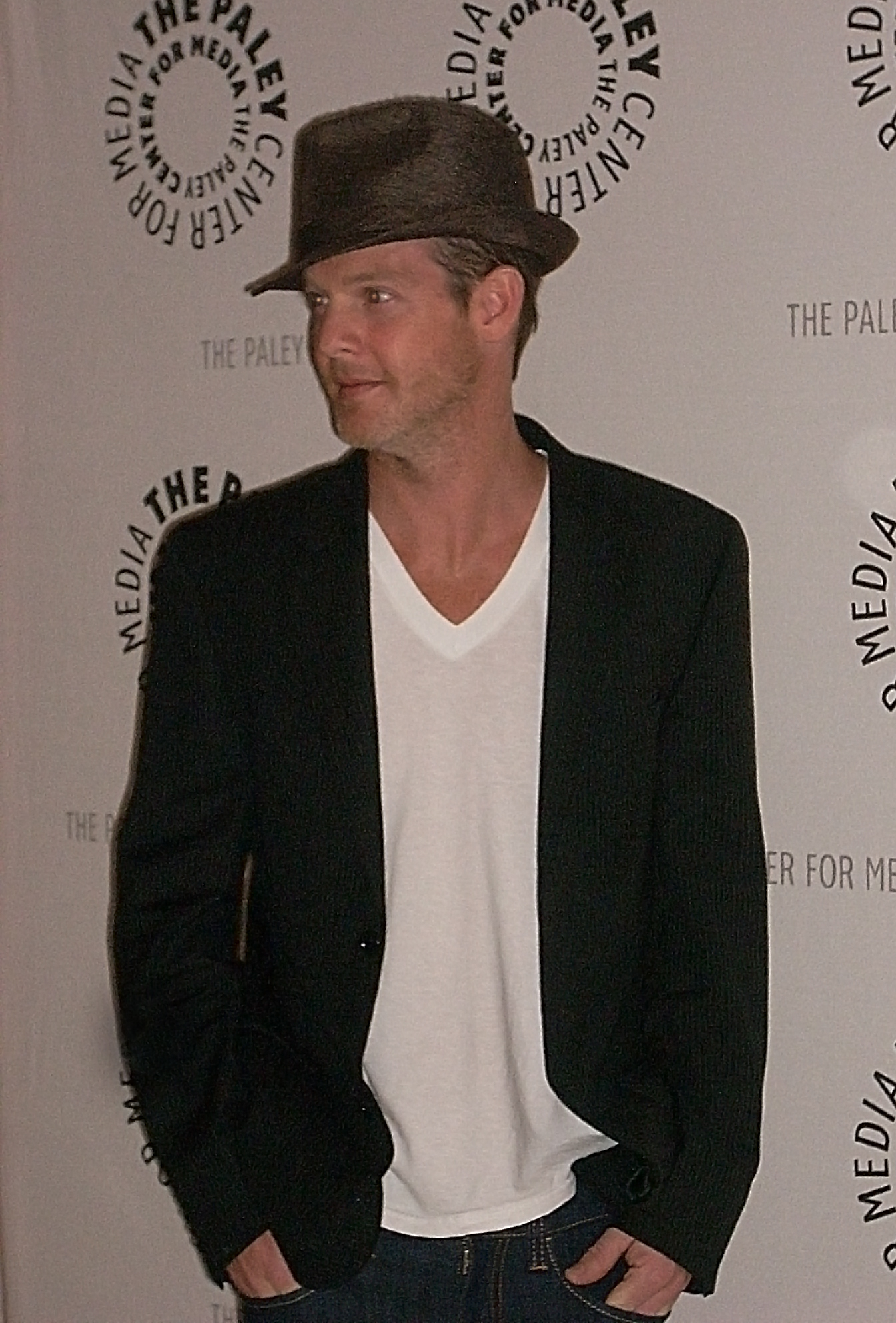
Jason Gray-Stanford (2008)

Jason Gray-Stanford (* 19. Mai 1970 in Vancouver, Kanada) ist ein kanadischer Schauspieler.

## Leben
Jason Gray-Stanford absolvierte seine Schauspielausbildung an der University of British Columbia. Nach verschiedenen Gastauftritten am Theater und im Fernsehen gelang ihm 2001 der Durchbruch mit A Beautiful Mind – Genie und Wahnsinn.
Lange Jahre war Gray-Stanford fast ausschließlich als Synchronsprecher für Kinderserien tätig. Er sprach diverse Rollen in Mummies Alive! The Legend Begins (1998), war Donatellos Stimme bei den Ninja-Turtles (1997) und er lieh dem Flugsaurier Bullzeye bei den Extreme Dinosaurs (1997) seine Stimme. Er war auch häufig in japanischen Animes und Animeserien vertreten, wie etwa bei Dragon Ball Z von 1989.
Von 2002 bis 2009 gehörte Gray-Stanford in allen acht Staffeln als Lieutenant Randall „Randy“ Disher zur Stammbesetzung der Fernsehserie Monk. Diese Rolle übernahm er erneut 2023 in Mr. Monk’s Last Case: A Monk Movie. In der dritten Staffel der Fernsehserie Stargate – Kommando SG-1 war er in der Folge Vergangenheit und Gegenwart mit einem Gastauftritt vertreten. Außerdem war er Stammschauspieler in der von Steven Spielberg produzierten Serie Taken (2002). 2006 spielte er in dem unter der Regie von Clint Eastwood produzierten Spielfilm Flags of Our Fathers die Rolle des Leutnant Schrier. Es folgten diverse Film- und Fernsehauftritte in Dutzenden Serien. Sein schauspielerisches Schaffen umfasst mehr als 100 Film- und Fernsehproduktionen.

## Filmografie (Auswahl)
- 1994: Highlander (Fernsehserie, Folge 3x04)
- 1995: Sliders – Das Tor in eine fremde Dimension (Sliders, Fernsehserie, Folge 1x09)
- 1996: Dragon Ball Z (Stimme)
- 1998: Die Ninja-Turtles (Ninja Turtles: The Next Mutation, Stimme)
- 1998: Poltergeist – Die unheimliche Macht (Poltergeist: The Legacy, Fernsehserie, Folge 3x08)
- 1999: Stargate – Kommando SG-1 (Stargate SG-1, Fernsehserie, Folge 3x11)
- 2000: First Wave – Die Prophezeiung (First Wave, Fernsehserie, Folge 3x06)
- 2000: Queer as Folk (Fernsehserie, Folge 1x01)
- 2001: A Beautiful Mind – Genie und Wahnsinn (A Beautiful Mind)
- 2002: Taken (Miniserie)
- 2002–2009: Monk (Fernsehserie, 121 Folgen)
- 2006: Lonely Hearts Killers (Lonely Hearts)
- 2006: Flags of Our Fathers
- 2010: Outlaw (Fernsehserie)
- 2011: Grey’s Anatomy (Fernsehserie, Folge 7x15)
- 2011: Lucky Christmas – Ein Hauptgewinn zu Weihnachten (Lucky Christmas, Fernsehfilm)
- 2012: Navy CIS (NCIS, Fernsehserie, Folge 9x23)
- 2013: Phantom
- 2013: Monday Mornings (Fernsehserie, 5 Folgen)
- 2014: Red Sky
- 2014: Republic of Doyle – Einsatz für zwei (Republic of Doyle, Fernsehserie, 7 Folgen)
- 2014: Justified (Fernsehserie, Folge 5x01)
- 2015: Bones – Die Knochenjägerin (Bones, Fernsehserie, 2 Folgen)
- 2016: Supergirl (Fernsehserie, Folge 2x06)
- 2016: Travelers – Die Reisenden (Travelers, Fernsehserie, Folge 1x08)
- 2018: Akte X – Die unheimlichen Fälle des FBI (The X-Files, Fernsehserie, Folge 11x08)
- 2018: Miracle Season – Ihr größter Sieg (The Miracle Season)
- 2018: Summer of 84
- 2019: iZombie (Fernsehserie, Folge 5x07)
- 2020: The Boys (Fernsehserie, Folge 2x06)
- 2023: Mr. Monk’s Last Case: A Monk Movie (Fernsehfilm)
- 2023: Percy Jackson: Die Serie (Percy Jackson and the Olympians, Fernsehserie, Folge 1x02)